# Aloha from Hell
Aloha from Hell je Rock-pop sastav koji dolazi iz Njemačke. Njihov prvi album je No More Days to Waste koji je izdan 16. siječnja 2009. godine. Do sada su snimili 4 video spota. 

## Životopis
Grupa se osnovala 2006. godine. Pjevaju pjesme na engleski jezik. Njihov prvi album No More Days to Waste je izdan 16. sječnja 2009. godine.

## Članovi
- Vokal: Vivien Eileen „Vivi“ Bauernschmidt (10. studeni 1992.)
- Gitara: Moritz „Moo“ Keith (18. srpanj 1990.)
- Gitara: Andreas „Andy“ Gerhard (28. travanj 1987.)
- Bas: Maximilian „Max“ Forman (17. lipanj 1991.)
- Bubnjevi: Felix „Feli“ Keith (26. svibanj 1993.)

## Diskografija

### Albumi

#### Studio albumi
| Godina | Album                 |
| ------ | --------------------- |
| 2009.  | No More Days to Waste |

#### Singlovi
| Godina | Singl                 |
| ------ | --------------------- |
| 2008.  | Don't Gimme That      |
| 2008.  | Walk Away             |
| 2009.  | No More Days to Waste |
| 2009.  | Can You Hear Me Boys  |

## Nagrade
- 2009: Comet kao "Najbolji početak"